# 1620.
◄ | 16. stoljeće | 17. stoljeće | 18. stoljeće | ►
◄ | 1590-ih | 1600-ih | 1610-ih | 1620-ih | 1630-ih | 1640-ih | 1650-ih | ►
◄◄ | ◄ | 1617. | 1618. | 1619. | 1620. | 1621. | 1622. | 1623. | ► | ►►
Arhitektura • Astronomija • Glazba • Kazalište • Kiparstvo • Knjige • Književnost • Kršćanstvo • Medicina • Politika • Pravo • Promet • Slikarstvo • Znanost

## Događaji
- 8. studenoga – bitka na Bijeloj gori, pobjeda katolika tijekom Tridesetogodišnjeg rata

## Rođenja
- 1. svibnja – Nikola VII. Zrinski, hrvatski ban, vojskovođa i pjesnik († 1664.)

## Vanjske poveznice
|  | Zajednički poslužitelj ima još gradiva o temi 1620. |